# Bakpara
Bakpara est une localité située dans le département de Nako de la province du Poni dans la région Sud-Ouest au Burkina Faso.

## Géographie
Bakpara est situé à environ 12 km au sud-ouest de Nako, le chef-lieu du département, et à 7 km à l'est de Bouroum-Bouroum, le chef-lieu du département homonyme voisin, et de la route nationale 12.

## Santé et éducation
Bakpara accueille un centre de santé et de promotion sociale (CSPS) tandis que le centre hospitalier régional (CHR) de la province se trouve à Gaoua.